# SORM
SORM (du russe : Система Оперативно-Розыскных Мероприятий, littéralement « système pour activité d'enquête opératoire ») est un système de recherche et de surveillance de l'internet. En 1995, une loi est promulguée pour permettre au Service fédéral de sécurité de la fédération de Russie (FSB) d'écouter les communications par téléphone et sur l'internet.

## SORM-1
Le système SORM-1 a été mis en place en 1995, obligeant les opérateurs de télécommunication à installer le matériel fourni par le FSB, ce qui leur permet de surveiller le contenu des communications des utilisateurs, notamment les appels téléphoniques et le trafic de courrier électronique.  

## SORM-2
En juillet 1998 le système est remplacé par SORM-2 afin de permettre la surveillance de l'internet, en plus des communications téléphoniques. Selon certains rapport, sous SORM-2 les fournisseurs d'accès à l'internet (FAI) doivent installer un périphérique spécial sur leurs serveurs pour permettre au FSB de pister toutes les transactions par carte de crédit, les courriels et l'utilisation de l'internet. L'appareil, dont le prix est estimé entre 10 000 $ et 30 000 $, doit être installé aux frais du FAI. D'autres rapports soulignent que certains FAI doivent installer une ligne de communication directe vers le FSB, le coût serait supérieur à 100 000 $. 
Le 25 juillet 2000, Leonid Reiman, le ministre des Communications et des Médias russe, donne l'ordre no 130 concernant « l'introduction de moyens techniques assurant l'investigation (SORM) des téléphones, mobiles, communications sans fils  et radiocommunications ». Statuant qu'il n'est plus nécessaire de passer par le FSB pour obtenir des informations sur une cible d’intérêt. , texte de l'ordre complet en russe : )

## Accès par sept autres agences gouvernementales
Le 5 janvier 2000, durant sa première semaine d'investiture, le président Vladimir Poutine amende une loi permettant à sept autres agences de sécurité fédérale d'accéder aux renseignements recueillis via SORM. Parmi celles-ci :
- la police fiscale ;
- la police russe ;
- le Service fédéral de sécurité de la fédération de Russie ;
- la patrouille de la frontière et des douanes.

## SORM-3
Le FSB conclut des accords secrets pour une mise à jour significative des équipements SORM à Sotchi avant les Jeux olympiques d'hiver de 2014. Le ministère russe des communications et des médias introduit également une nouvelle régulation pour les FAI concernant SORM en mars 2013. Toutes les communications et le trafic de l'internet des résidents de Sotchi sont à présent capturés puis filtrés à l'aide d'un système de deep packet inspection sur tous les réseaux mobiles, elles sont aussi stockées à long terme grâce au nouveau matériel. L'observatoire des médias Roskomnadzor rapporte que plusieurs FAI locaux ont reçu une amende du gouvernement pour ne pas être parvenu à installer l'appareil SORM recommandé par le FSB. 